# Гейнс (округ)
О́круг Гейнс (англ. Gaines county) — округ штата Техас Соединённых Штатов Америки. На 2000 год в нём проживало 14 467 человек. По оценке бюро переписи населения США в 2008 году население округа составляло 15 081 человек. Окружным центром является город Семинол. Округ Гейнс является одним из 46 «сухих» округов Техаса, то есть округов, где действует «сухой закон».

## История
Округ Гейнс был сформирован в 1905 году из части округа Шакелфорд. Он был назван в честь Джеймса Гейнса, одного из подписавшихся под декларацией о независимости Техаса.